# Merrill (Wisconsin)
Merrill è una città degli Stati Uniti d'America, situata in Wisconsin, nella Contea di Lincoln, della quale è anche il capoluogo.